# Карло I Токко
Карло I Токко (італ. Carlo I Tocco, грец. Κάρολος Α΄ Τόκκος; д/н — 4 липня 1429) — 13-й володар Епірського деспотату в 1411—1429 роках, пфальцграф Кефалонії та Закінфу.

## Життєпис

### Пфальцграф
Походив з неаполітанського шляхетського роду Токко. Син Леонардо I, пфальцграфа Кефалонії та Зикінфу, і Магдалени де Буонделмонті. Народився на Корфу або Кефалонії.
Після смерті свого батька в 1376 році розділив владу над пфальцграфством з братом Леонардо II. До 1395 року оженився на доньці афінського герцога Неріо I Аччаюолі, після смерті якого захопив Коринф і Мегари. 
1396 року вимушен був протистояти Феодору I Палеологу, деспоту Мореї, що претендував на Коринф. Також проти Токко виступив шварг Антоніо Аччаюолі, сеньйор Фів. Зрештою Карло Токко погодився продати Коринф Палеологу. 1399 року виокремив як апанаж острів Закінф  для свого брата Леонардо. 1402 року отримав землі в Ахейському князівстві (в області Еліда). 
Також з 1402 року Карло I почав здійснювати набіги на південні землі Артського деспотату, де після смерті Гін Буа Шпати почалася боротьба за владу. Йому вдалося взяти в облогу Сгуроса Буа Шпату, деспота Ангелокастрона, але війська Карло I були відбиті Муріком Буа Шпатою, деспотом Арти. Новий деспот Ангелокастрона Паул Буа Шпата 1403 року уклав союз з Османською державою проти Токко. Втім той завдав поразки османському загону під орудою Юсуф-бея, внаслідок чого між пфальцграфом й османами укладено мир. У 1408 року Карло I захопив Ангелокастрон, який 1406 року Паул буа Шпата передав османам. Того ж року захопив порт Гларенцу в Ахейського князівства.

### Деспот
У лютому 1411 року внаслідок заколоту повалено епірського деспота Георгія де Буонделмонті. На трон запросили Карло Токко. Невдовзі він почав нову війну проти Артського деспотату. Але Мурік Буа Шпата, деспот Арти, уклав союз з албанцями-зеневеші на чолі з Гіном Зенебежі, правителем Гірокастри. Їхні спільні війська 1412 року завдали поразки Карло Токко, якого обложили в Яніні.

Володіння Карло I Токко (землі позначені смугами втрачено у 1428 році)

1413 року не маючи змоги самостійно протистояти албанцям уклав союз із Мусою Челебі, що в той час боровся із своїми братами за владу. В результаті 1414 року було завдано поразки Гіне Зенебежі, а 1415 року — Муріку Буа Шпаті. При цьому останній загинув. 1415 року дістав від візантійського імператора Мануїла II підтвердження титулу деспота. Разом  зтим на Пелопоннесі князь Чентуріоне II Дзаккарія відвоював Гларенцу.
Але спроба Токко 1416 року захопити Арту наштовхнулася на спротив нового артського деспота Якупа Буа Шпати. Але незабаром Карло I підступом схопив Якупу Буа Шпату, якого стратив, а потім захопив Арту. Тим самими він об'єднав практично увесь Епір. 1421 року викупив фортецю Гларенца (Пелопоннеський півострів) в Оліверіо Франко.
У 1426 році вступив у суперечку з морейським деспотом Феодором II Палеологом, який почав швидко захоплювати залишки Ахейського князівства. 1427 року в морській битві біля Егінадських островів флот Токко на чолі з його позашлюбним сином Турно зазнав нищівної поразки від флоту Димитрія Ласкаріса. В результаті 1428 року не зміг протидіяти візантійцям у наступі на Еліду, Коринф і Мегари. Для вирішення конфлікту видав свою небогу Магдалену заміж за морейського співдеспота Костянтина Палеолога.
Помер Карло I Токко 1429 року в Янін. Йому спадкував небіж Карло II.

## Родина
Дружина — Франческа, донька Неріо I Аччаюолі, герцога афінського.
Дітей не було.
- 5 бастардів